# Energoinvest
Energoinvest d.d. Sarajevo jest bosanskohercegovački inženjering koncern sa sjedištem u Sarajevu, čija su glavna poslovna područja elektroenergetika, hidrogradnja građevinarstvo, termoenergetska, procesna postrojenja i komunikaciona tehnologija. S oko 23 lokacija u 19 zemalja svijeta najveća je kompanija svoje vrste u Bosni i Hercegovini. Notiran je na sarajevskoj bursi, najvećoj bursi u Bosni i Hercegovini.

## Povijest i razvoj

### Vrijeme SFR Jugoslavije
Dana 19. travnja 1951. Vlada Socijalističke Republike Bosne i Hercegovine donijela je odluku o osnivanju poduzeća "Elektroprojekt", koje će se baviti projektovanjem hidro- i termoenergetskih objekta širom SFR Jugoslavije. Za direktora tog tada još malog projektnog biroa imenovan je Emerik Blum, koji je i zagovarao osnivanje Energoinvesta, te se on zbog toga danas smatra osnivačem te kompanije. Razlog osnivanja bila je sve veća industrijalizacija Jugoslavije pod vladavinom 
Josipa Broza Tita, te iz toga rezultirajućim sve većim potrebama za kompanijama kao što je bio Energoinvest.  
Godine 1954. Emerik Blum formirao je Energoinvestov Laboratorij za zavarivanje i defektoskopiju, a kasnije je osnovao i društvo za zavarivanje Bosne i Hercegovine i školu zavarivanja. Laboratorij je priznao jugoslavenski LOYD, registar bodova, njemački LOYD i postao je redoviti član Međunarodnog instituta za zavarivanje u Parizu. Najveći posao koji je Energoinvestov laboratorij za zavarivanja i defetoskopiju dobio bio je 1970. kad je švedsko preduzeće ACEA-ATOM zaključilo ugovor s Energoinvestovom institutom za ispitavanje gorivnog elementa za nuklearna postrojenja.  
U narednim godinama Energoinvest počinje obavljati poslove širom Jugoslavije, a od 1958. počinje postati izvozno orijentirana kompanija prošireći svoje tržište na preko 20 zemalja širom svijeta "od Meksika do Malezije". Pored toga, i broj zaposlenih postaje sve veći. Tako je 1952. Energoinvest zaposlio tek 120 inženjera i tehničara, dok je se taj broj kasnije popeo na 1500.  
Dana 24. lipnja 1984. Emerik Blum je umro u 72. godini života. Za svoj značaj Energoinvestu je pred sjedištem te kompanije u Sarajevu njemu izgrađen spomenik, a po njemu je u sarajevskom naselju Grbavica imenovana i jedna ulica. 
Godine 1987. Energoinvest je postao najveći jugoslavenski izvoznik s oko 42.000 zaposlenih i milijarde američkih dolara prometa, te je time ta kompanija dostigla svoj poslovni vrhunac.  

### Vrijeme rata u Bosni i Hercegovini
Tokom rata u Bosni i Hercegovini Energoinvest je pretrpio ogromnu štetu. Većina tvornica, pa čak i upravna zgrada na Pofalićima u Sarajevu, tokom rata su oštećene. Osim toga, nakon rata je stvaranjem entiteta na području Bosne i Hercegovine imovina Energoinvesta podijeljena, pa je tako imovina u entitetu Federacija Bosne i Hercegovine ostala kod Energoinvesta, dok je imovina u entitetu Republika Srpska odcijepljena od Energoinvesta, pa su tako Energoinvestove tvornice u entitetu Republika Srpska postale samostalna poduzeća.
Međutim, najveći događaj koji je pretresao Energoinvest je ubojstvo tadašnjeg direktora, Hakije Turajlića. Ubijen je 8. siječnja 1993. u Sarajevu, kad je bio na putu da pozdravi Orhana Sefa Kilercioğlua, koji je pratio humanitarnu pomoć iz Turske. Kad se vraćao iz Sarajeva, UNPROFOR-ov konvoj stopirali su pripadnici Vojske Republike Srpske. Nakon 90 minuta čekanja, jedan francuski vojnik je otvorio vrata Turajlićevog vozila, nakon čega je jedan pripadnik VRS-a počeo pucati na njega. Francuski vojnici nisu uzvratili, već su jednostavno pobjegli, a nisu ni zvali UN-ove vojnike, koji su se nalazili u blizini događaja. Taj događaj je prouzrokovalo da pregovori u Ženevi propadnu. 

### Vrijeme moderne Bosne i Hercegovine
Nakon kraja rata u Bosni i Hercegovini većina Energoinvestovih tvornica bile su jako oštećene. Nakon kraja rata, nakon 2000.  počelo se i s privatizacijom Energoinvestovih tvornica, nakon koje je gotovo u potpunosti ugašena proizvodnja, radnici su otpušteni, iako je nekoliko firmi ipak opstalo. 
Nakon niza svih tih poteza, od giganta proizvodnje energetske opreme i inženjeringa s oko 42.000 zaposlenih i oko milijardu američkih dolara (na svom vrhuncu 1987.) ostala je samo još jedna inženjerska kompanija bez proizvodnih kapaciteta s oko 500 zaposlenih u matičnom poduzeću. 
U travnju 2010. dolazi do stvaranja Energoinvest Group. Sastoji se većinom od bivših Energoinvestovih tvornica i firmi koje su postale samostalne. Energoinvest tim potezom želi ponovo postići svoju proizvodnu mrežu i postati konkurentnija.
Međutim, Energoinvest i dalje dobiva relativno velike poslove, najviše u afričkim zemljama, posebno arapskim, kao što su Alžir i Libija. Dodatni problem predstavlja i ratno stanje u Libiji i Iraku, zemljama u kojima je Energoinvest najviše poslovao, jer sad ne može više dobivati poslove od tih zemalja, niti ne može naplatiti višemilionska potraživanja od tih zemalja. Trenutno najviše poslova dobiva od Kosova, Albanije, Alžira ili Etiopije.
U lipnju 2014. Energoinvest je od alžirske elektroprivrede Sonelgaz dobio najveći posao nakon kraja rata u Bosni i Hercegovini u vrijednosti od 104 milijuna Konvertibilnih maraka (KM). Angažiran je da otprema trafostanice El Milia s naponskim nivoem od 400/220 kV.

## Misterija o nuklearnoj bombi
Božidar Matić, akademik, bivši direktor Energoinvesta i bivši jugoslavenski ministar nauke, rekao je za Dnevni list da je Jugoslavija imala pored jednog, prvog tajnog nuklearnog programa koji je široj javnosti do tada već bio poznat, postoji i jedan drugi tajni nuklearni program pod kodnim imenom "Sutjeska", u kojem je Energoinvest igrao jednu važnu ulogu. Kako on navodi, Jugoslavija je razvijala dva usporedna programa: Program A je bio usmjeren prema nuklearnom oružju, a program B je bio usmjeren ka civilnoj upotrebi nuklearne energije.  
U siječnju 1988. u njemačkom magazinu Spiegel objavljeno je da je Ruđer Bošković, zagrebačko poduzeće koje je radilo na programu A, uz financijsku pomoć Energoinvesta provjerio preradu nuklearnog otpada. U tom članku je, kako kaže Božidar Matić, pogrešno navedeno šta je rađeno u sklopu tajnog projekta u Zagrebu, ali je točno označena uloga Energoinvesta. Međutim, iste godine je i prekinut tajni program Jugoslavije, kako kaže Matić. Razlog toga bili su sve veći financijski problemi države, koji su nastali još od smrti Josipa Broza Tita. Kako on kaže, Energoinvest je bio iza financiranja nuklearnog projekta jer bi, ako bi nešto došlo do javnosti, to se uvijek moglo opravdati time da se radi o istraživanjima za civilnu upotrebu nuklearne energije.  
"Energoinvest je bio odlična maska. U slučaju da nešto prodre u javnost, uvijek se moglo naći opravdanje da je riječ o istraživanjima za civilnu upotrebu nuklearne energije".

## Energoinvest-Group
U travnju 2010. dolazi do potpisivanja Sporazuma o organiziranju Poslovne unije "Energoinvest-Group". Ona se sastoji većinom od bivših Energoinvestovih tvornica ili tvrtke, koje su postale samostalne. Razlog te poslovne unije pokušaj je Energoinvesta da ponovo uspostavi svoju poslovnu mrežu i svoj sopstveni proizvod, čime bi postala konkurentnija.
Članice Energoinvest-Group su:
- Energoinvest
- DELING Tuzla
- Energoinvest - SUE
- Energoinvest - TDS
- ELPCO
- Petrolinvest
- Energomex
- Energoinvest - Rasklopna oprema
- Tvornica elektro opreme d.d. Sarajevo
- TTU Tuzla
- ELCOM
- EURO - ASFALT

## Vanjske poveznice
- Službena web-stranica  Arhivirana inačica izvorne stranice od 25. lipnja 2016. (Wayback Machine)